# Ideopsis klassika
Ideopsis klassika (tên tiếng Anh: Seram Small Tree-nymph) là một loài bướm giáp thuộc họ Danainae. Đây là loài đặc hữu của Indonesia. 